# Utmärkelser vid världsmästerskapet i fotboll för herrar
Utmärkelser vid världsmästerskapet i fotboll för herrar delas ut till landslag och individuella spelare efter ett världsmästerskapet i fotboll för herrar.

## Utmärkelser
Efter ett mästerskap delas fem utmärkelser ut till spelare och lag, samt en utmärkelse efter respektive match till den spelare som har utmärkt sig mest på plan. Utmärkelserna har ett officiellt sponsornamn, och har under de olika mästerskapet ändrat namn vid flera tillfällen.
| Utmärkelse              | Officiellt namn      | Förklaring |
| ----------------------- | -------------------- | --- |
| Guldbollen              | adidas Golden Ball   | Delas ut till turneringens bästa spelare                                                                                        |
| Guldskon                | adidas Golden Boot   | Delas ut till den spelare med flest gjorda mål                                                                                  |
| Guldhandsken            | adidas Golden Glove  | Delas ut till turneringens bästa målvakt                                                                                        |
| Bästa unga spelare      | Best Young Player    | Delas ut till turneringens bästa unga spelare, under 21 år                                                                      |
| Fifa:s ärligt spel-pris | FIFA Fair Play Award | Delas ut till det lag som har samlat ihop minst antal gula eller röda kort, och som har visat god sportsanda under mästerskapet |
| Matchens bäste spelare  | Man of the Match     | Delas ut efter respektive match till den spelare som har utmärkt sig mest på plan                                               |

Mellan åren 1994 och 2006 delades det ut ytterligare två utmärkelser:
- Mest underhållande lag (engelska: Most Entertaining Team) för det lag som efter omröstningar har spelat en underhållande fotboll.
- Stjärnlaget  (engelska: All-Star Team) var ett lag som kompilerades av de allra bästa spelarna under respektive mästerskap

### Guldbollen
Guldbollen delas ut efter finalmatchen av respektive mästerskap, sedan 1978. En lista framställs av Fifas tekniska kommitté och segraren framröstas av representanter från mediekåren. De spelare som får näst mest och tredje mest antal röster får utmärkelser Silverbollen och Bronsbollen. Utmärkelsen sponsras av klädföretaget Adidas och den franska fotbollstidningen France Football.
| Mästerskap                | Guldbollen          | Silverbollen      | Bronsbollen           |
| ------------------------- | ------------------- | ----------------- | --------------------- |
| 1978 – Argentina          | Mario Kempes        | Paolo Rossi       | Dirceu                |
| 1982 – Spanien            | Paolo Rossi         | Falcão            | Karl-Heinz Rummenigge |
| 1986 – Mexiko             | Diego Maradona      | Harald Schumacher | Preben Elkjær Larsen  |
| 1990 – Italien            | Salvatore Schillaci | Lothar Matthäus   | Diego Maradona        |
| 1994 – USA                | Romário             | Roberto Baggio    | Hristo Stoitjkov      |
| 1998 – Frankrike          | Ronaldo             | Davor Šuker       | Lilian Thuram         |
| 2002 – Japan och Sydkorea | Oliver Kahn         | Ronaldo           | Hong Myung-Bo         |
| 2006 – Tyskland           | Zinedine Zidane     | Fabio Cannavaro   | Andrea Pirlo          |
| 2010 – Sydafrika          | Diego Forlán        | Wesley Sneijder   | David Villa           |
| 2014 – Brasilien          | Lionel Messi        | Thomas Müller     | Arjen Robben          |
| 2018 – Ryssland           | Luka Modrić         | Eden Hazard       | Antoine Griezmann     |
| 2022 – Qatar              | Lionel Messi        | Kylian Mbappé     | Luka Modrić           |

### Guldskon
Guldskon delades ut för första gången under VM 1982 i Spanien. Efter samtliga mästerskap har en lista framställt över de spelare med flest antal gjorda mål, men mellan åren 1930 till 1978 delades det ej ut ett pris.
Kriterierna för vem som blir tilldelad utmärkelsen har ändrats under tidens gång:
- Vid VM 1994 i USA ändrades kriterierna så att spelare med samma antal gjorda mål skiljdes åt genom att räkna antalet assist (målgivande passning).
- Vid VM 2006 i Tyskland ändrades kriterierna så att spelare med samma antal gjorda mål skiljdes åt genom att räkna antalet antalet assist och spelade minuter. Om två spelare gjorde ett visst antal mål, räknade man assisterna. Om även antalet assister var lika många till antalet blev den spelare med minst antal spelade minuter bättre rankad.

| Mästerskap          | Flest gjorda mål                                                                       | Mål | Näst flest gjorda mål                           | Mål                   | Tredje flest gjorda mål                                          | Mål                   |
| ------------------- | -------------------------------------------------------------------------------------- | --- | ----------------------------------------------- | --------------------- | ---------------------------------------------------------------- | --------------------- |
| 1930 – Uruguay      | Guillermo Stábile                                                                      | 8   | Pedro Cea                                       | 5                     | Bert Patenaude                                                   | 4                     |
| 1934 – Italien      | Oldřich Nejedlý                                                                        | 5   | Edmund Conen · Angelo Schiavio                  | 4                     | Inget pris delades ut                                            | Inget pris delades ut |
| 1938 – Frankrike    | Leônidas                                                                               | 7   | György Sárosi · Gyula Zsengellér · Silvio Piola | 5                     | Inget pris delades ut                                            | Inget pris delades ut |
| 1950 – Brasilien    | Ademir                                                                                 | 8   | Óscar Míguez                                    | 5                     | Alcides Ghiggia · Chico · Estanislau Basora · Telmo Zarra        | 4                     |
| 1954 – Schweiz      | Sándor Kocsis                                                                          | 11  | Josef Hügi · Max Morlock · Erich Probst         | 6                     | Inget pris delades ut                                            | Inget pris delades ut |
| 1958 – Sverige      | Just Fontaine                                                                          | 13  | Pelé · Helmut Rahn                              | 6                     | Inget pris delades ut                                            | Inget pris delades ut |
| 1962 – Chile        | Flórián Albert · Valentin Ivanov · Garrincha · Vavá · Dražan Jerković · Leonel Sánchez | 4   | Inget pris delades ut                           | Inget pris delades ut | Inget pris delades ut                                            | Inget pris delades ut |
| 1966 – England      | Eusébio                                                                                | 9   | Helmut Haller                                   | 6                     | Valerij Porkujan · Geoff Hurst · Ferenc Bene · Franz Beckenbauer | 4                     |
| 1970 – Mexiko       | Gerd Müller                                                                            | 10  | Jairzinho                                       | 7                     | Teófilo Cubillas                                                 | 5                     |
| 1974 – Västtyskland | Grzegorz Lato                                                                          | 7   | Andrzej Szarmach · Johan Neeskens               | 5                     | Inget pris delades ut                                            | Inget pris delades ut |
| 1978 – Argentina    | Mario Kempes                                                                           | 6   | Teófilo Cubillas                                | 5                     | Rob Rensenbrink                                                  | 5                     |

Sedan VM 1982 i Spanien tilldelas spelarna priser efter finalmatchen. Guldskon tilldelas spelaren med flest gjorda mål; Silverskon tilldelas spelaren med näst flest gjorda mål och Bronsskon till den spelare med tredje flest antal gjorda mål.
| Mästerskap                | Guldskon                        | Mål | Silverskon                                  | Mål                   | Bronsskon                  | Mål                   |
| ------------------------- | ------------------------------- | --- | ------------------------------------------- | --------------------- | -------------------------- | --------------------- |
| 1982 – Spanien            | Paolo Rossi                     | 6   | Karl-Heinz Rummenigge                       | 5                     | Zico                       | 4                     |
| 1986 – Mexiko             | Gary Lineker                    | 6   | Emilio Butragueño · Careca · Diego Maradona | 5                     | Inget pris delades ut      | Inget pris delades ut |
| 1990 – Italien            | Salvatore Schillaci             | 6   | Tomáš Skuhravý                              | 5                     | Roger Milla                | 4                     |
| 1994 – USA                | Oleg Salenko · Hristo Stoitjkov | 6   | Inget pris delades ut                       | Inget pris delades ut | Kennet Andersson · Romário | 5                     |
| 1998 – Frankrike          | Davor Šuker                     | 6   | Gabriel Batistuta · Christian Vieri         | 5                     | Inget pris delades ut      | Inget pris delades ut |
| 2002 – Sydkorea och Japan | Ronaldo                         | 8   | Miroslav Klose · Rivaldo                    | 5                     | Inget pris delades ut      | Inget pris delades ut |
| 2006 – Tyskland           | Miroslav Klose                  | 5   | Hernán Crespo                               | 3                     | Ronaldo                    | 3                     |
| 2010 – Sydafrika          | Thomas Müller                   | 5   | David Villa                                 | 5                     | Wesley Sneijder            | 5                     |
| 2014 – Brasilien          | James Rodríguez                 | 6   | Thomas Müller                               | 5                     | Neymar                     | 4                     |
| 2018 – Ryssland           | Harry Kane                      | 6   | Antoine Griezmann                           | 4                     | Romelu Lukaku              | 4                     |
| 2022 – Qatar              | Kylian Mbappé                   | 8   | Lionel Messi                                | 7                     | Olivier Giroud             | 4                     |

1. ↑  Fifa tilldelade Oldřich Nejedlý fyra mål efter mästerskapet, men ändrade dessa siffror till fem gjorda mål i november 2006.
2. ↑  Fifa tilldelade Leônidas åtta mål efter mästerskapet, men ändrade dessa siffror till sju gjorda mål i november 2006. I kvartsfinalen mot Tjeckoslovakien gjorde han enbart ett mål, ej två som Fifa ursprungligen hade antecknat.
3. ↑  Vid VM 1950 i Brasilien hade Fifa ursprungligen antecknat att Jair gjorde ett av målen i Brasilien match mot Spanien. 5–0 målet tilldelades först till Jair, men ändrades senare till Ademirs favör.
4. ↑  Salenko är hittills enda skytteligavinnaren som blivit utslagen i gruppspelsfasen. Salenkos sex mål var de enda målen han nånsin gjorde för det ryska landslaget.
5. ↑  Ronaldo lämnade in en protest efter matchen mot Costa Rica, då ett av målen räknades först som ett självmål. Fifa ändrade i målprotokollet och tilldelade Ronaldo målet.
6. ↑  Miroslav Klose gjorde dock flest mål i gruppspelsfasen, eftersom Ronaldo och Rivaldo gjorde sina femte mål i åttondels- respektive kvartsfinalen.
7. ↑  Åtta spelare gjorde tre mål vid VM 2006 i Tyskland, varav tre spelare gjorde en assist; Hernán Crespo, Ronaldo och Zinedine Zidane. Fifa fick då avgöra vinnarna av Silverskon och Bronsskon med antalet spelade minuter; Crespo spelade 308 minuter, Ronaldo spelade 411 minuter och Zidane spelade 559 minuter.
8. ↑  Vid VM 2010 i Sydafrika gjorde fyra spelare fem mål; Thomas Müller, David Villa, Wesley Sneijder och Diego Forlán. Müller blev tilldelad Guldskon då han hade gjort flest tre assist, medan de övriga spelarna bara hade gjort en assist. Fifa fick då avgöra vinnarna av Silverskon och Bronsskon med antalet spelade minuter; Villa spelade 635 minuter, Sneijder spelade 652 minuter och Forlán spelade 654 minuter.
9. ↑  Tre spelare gjorde fyra mål vid VM 2014 i Brasilien; Neymar, Lionel Messi och Robin van Persie. Fifa fick då avgöra vinnaren av Bronsskon med antalet assist och spelade minuter; Neymar gjorde en assist och spelade 457 minuter, Messi  gjorde en assist och spelade 693 minuter medan van Persie spelade 548 minuter utan några assist.

### Guldhandsken
Guldhandsken är en utmärkelse som delas till respektive turnerings bäste målvakt. Ett pris har delats ut sedan VM 1994 i USA, som då hette Yashin Award efter den sovjetiske fotbollsmålvakten Lev Jasjin. Vid VM 2010 i Sydafrika ändrade man namn på priset till Golden Glove Award.
| Mästerskap                      | Målvakt                               |
| ------------------------------- | ------------------------------------- |
| 1930 – Uruguay                  | Enrique Ballestrero                   |
| 1934 – Italien                  | Ricardo Zamora                        |
| 1938 – Frankrike                | František Plánička                    |
| 1950 – Brasilien                | Roque Máspoli                         |
| 1954 – Schweiz                  | Gyula Grosics                         |
| 1958 – Sverige                  | Harry Gregg                           |
| 1962 – Chile                    | Viliam Schrojf                        |
| 1966 – England                  | Gordon Banks                          |
| 1970 – Mexiko                   | Ladislao Mazurkiewicz                 |
| 1974 – Västtyskland             | Sepp Maier                            |
| 1978 – Argentina                | Ubaldo Fillol                         |
| 1982 – Spanien                  | Dino Zoff                             |
| 1986 – Mexiko                   | Jean-Marie Pfaff                      |
| 1990 – Italien                  | Luis Gabelo Conejo · Sergio Goycochea |
| Yashin Award (1994–2006)        |                                       |
| 1994 – USA                      | Michel Preud'homme                    |
| 1998 – Frankrike                | Fabien Barthez                        |
| 2002 – Sydkorea och Japan       | Oliver Kahn                           |
| 2006 – Tyskland                 | Gianluigi Buffon                      |
| Golden Glove Award (sedan 2010) |                                       |
| 2010 – Sydafrika                | Iker Casillas                         |
| 2014 – Brasilien                | Manuel Neuer                          |
| 2018 – Ryssland                 | Thibaut Courtois                      |

### Bästa Unga Spelare
Utmärkelsen Bästa Unga Spelare ges till den bäste spelaren som inte är mer än 21 år gammal. Utmärkelsen delades ut för första gången vid VM 2006 i Tyskland. Spelare som spelade vid VM mellan åren 1958 och 2002 blev utnämnda efter en omröstning på Fifas webbplats.
| Mästerskap                | Spelare           | Ålder |
| ------------------------- | ----------------- | ----- |
| 1958 – Sverige            | Pelé              | 17    |
| 1962 – Chile              | Flórián Albert    | 20    |
| 1966 – England            | Franz Beckenbauer | 20    |
| 1970 – Mexiko             | Teófilo Cubillas  | 21    |
| 1974 – Västtyskland       | Władysław Żmuda   | 20    |
| 1978 – Argentina          | Antonio Cabrini   | 20    |
| 1982 – Spanien            | Manuel Amoros     | 21    |
| 1986 – Mexiko             | Enzo Scifo        | 20    |
| 1990 – Italien            | Robert Prosinečki | 21    |
| 1994 – USA                | Marc Overmars     | 21    |
| 1998 – Frankrike          | Michael Owen      | 18    |
| 2002 – Sydkorea och Japan | Landon Donovan    | 20    |
| Bästa Unga Spelare        |                   |       |
| 2006 – Tyskland           | Lukas Podolski    | 21    |
| 2010 – Sydafrika          | Thomas Müller     | 20    |
| 2014 – Brasilien          | Paul Pogba        | 21    |
| 2018 – Ryssland           | Kylian Mbappé     | 19    |

### Fifa:s Ärligt Spel-pris
Fifa:s Ärligt Spel-pris ge till det lag efter respektive mästerskap till det lag som har visat ärligt spel (Fair Play). Man räknar antalet gula och röda kort, lagets och dess ledares uppförande, och gör en poängtabell.
| Mästerskap                | Landslag            |
| ------------------------- | ------------------- |
| 1970 – Mexiko             | Peru                |
| 1974 – Västtyskland       | Västtyskland        |
| 1978 – Argentina          | Argentina           |
| 1982 – Spanien            | Brasilien           |
| 1986 – Mexiko             | Brasilien           |
| 1990 – Italien            | England             |
| 1994 – USA                | Brasilien           |
| 1998 – Frankrike          | England · Frankrike |
| 2002 – Sydkorea och Japan | Belgien             |
| 2006 – Tyskland           | Brasilien · Spanien |
| 2010 – Sydafrika          | Spanien             |
| 2014 – Brasilien          | Colombia            |
| 2018 – Ryssland           | Spanien             |

### All-Star Team
All-Star Team, eller världslaget, är ett lag som utses efter respektive turnering, där de bästa spelarna utsetts på olika sätt och där laget fått olika officiella status genom åren. FIFA publicerade det första världslaget 1938. Först 1990 publicerade man åter ett världslag i samband med Golden Ball-ceremonin; samma journalister som röstat om Golden Ball röstade också fram spelarna till världslaget. 1959 publicerade Svenska Fotbollförbundet ett världslag efter världsmästerskapet i Sverige 1958, där 1200 experter hade tillfrågats varav 720 svarat. Dessa tre världslag: 1938, 1958 och 1990 betraktas som inofficiella.
Med start 1994 bestämde sig FIFA för att nominera ett officiellt All-Star Team, utsett av deras tekniska grupp. Åren 1998, 2002 och 2006 utsågs även ersättare och reserver vilket gjorde uttagningen dessa år till snarare en All-Star trupp än ett lag.

#### Officiella lag
| VM                        | Målvakt                               | Försvar                                                                                                 | Mittfält                                                                                                 | Anfall                                                               |
| ------------------------- | ------------------------------------- | --- | --- | -------------------------------------------------------------------- |
| 1994 – USA                | Michel Preud'homme                    | Jorginho Márcio Santos Paolo Maldini                                                                    | Dunga Krasimir Balakov Gheorghe Hagi Tomas Brolin                                                        | Romário Hristo Stoichkov Roberto Baggio                              |
| 1998 – Frankrike          | Fabien Barthez José Luis Chilavert    | Roberto Carlos Marcel Desailly Lilian Thuram Frank de Boer Carlos Gamarra                               | Dunga Rivaldo Michael Laudrup Zinedine Zidane Edgar Davids                                               | Ronaldo Davor Šuker Brian Laudrup Dennis Bergkamp                    |
| 2002 – Sydkorea och Japan | Oliver Kahn Rüştü Reçber              | Roberto Carlos Sol Campbell Fernando Hierro Hong Myung-Bo Alpay Özalan                                  | Rivaldo Ronaldinho Michael Ballack Claudio Reyna Yoo Sang-chul                                           | Ronaldo Miroslav Klose El Hadji Diouf Hasan Şaş                      |
| 2006 – Tyskland           | Gianluigi Buffon Jens Lehmann Ricardo | Roberto Ayala John Terry Lilian Thuram Philipp Lahm Fabio Cannavaro Gianluca Zambrotta Ricardo Carvalho | Zé Roberto Patrick Vieira Zinedine Zidane Michael Ballack Andrea Pirlo Gennaro Gattuso Luís Figo Maniche | Hernán Crespo Thierry Henry Miroslav Klose Luca Toni Francesco Totti |
| 2010 – Sydafrika          | Manuel Neuer                          | Marcos Rojo Mats Hummels Thiago Silva Stefan de Vrij                                                    | Oscar Toni Kroos Philipp Lahm James Rodríguez                                                            | Arjen Robben Thomas Müller                                           |
| 2014 – Sydafrika          | Iker Casillas                         | Philipp Lahm Maicon Carles Puyol Sergio Ramos                                                           | Wesley Sneijder Bastian Schweinsteiger Xavi Andrés Iniesta                                               | David Villa Diego Forlán                                             |
| 2018 – Ryssland           | Thibaut Courtois                      | Andreas Granqvist Thiago Silva Raphaël Varane Yerry Mina                                                | Denis Cheryshev Philippe Coutinho Luka Modrić                                                            | Harry Kane Antoine Griezmann Eden Hazard                             |

#### Inofficiella lag
| VM               | Målvakt            | Försvar                                                               | Mittfält                                                   | Anfall                                            |
| ---------------- | ------------------ | --------------------------------------------------------------------- | ---------------------------------------------------------- | ------------------------------------------------- |
| 1938 – Frankrike | František Plánička | Domingos da Guia Pietro Rava Zezé Procópio                            | Michele Andreolo Ugo Locatelli Arne Nyberg Giuseppe Meazza | Leônidas György Sárosi Pál Titkos                 |
| 1958 – Sverige   | Harry Gregg        | Orvar Bergmark Bellini Nílton Santos                                  | Yuriy Voynov Horst Szymaniak                               | Garrincha Didi Raymond Kopa Pelé Lennart Skoglund |
| 1990 – Italien   | Cláudio Taffarel   | Jorginho Giuseppe Bergomi Franco Baresi Guido Buchwald Andreas Brehme | Roberto Donadoni Lothar Matthäus Enzo Scifo                | Salvatore Schillaci Jürgen Klinsmann              |

1. ↑  Utöver de 16 i All-Star truppen utsågs följande reserver:
  Edwin van der Sar,  Juan Sebastián Verón,  Thierry Henry,  Jay-Jay Okocha,  Michael Owen,   Christian Vieri
2. ↑  Utöver de 16 i All-Star truppen utsågs följande reserver:
  Iker Casillas,  Cafu,  Dietmar Hamann,  Joaquín,  Hidetoshi Nakata,  Landon Donovan,  Marc Wilmots